# 坎帕納丘陵國家公園

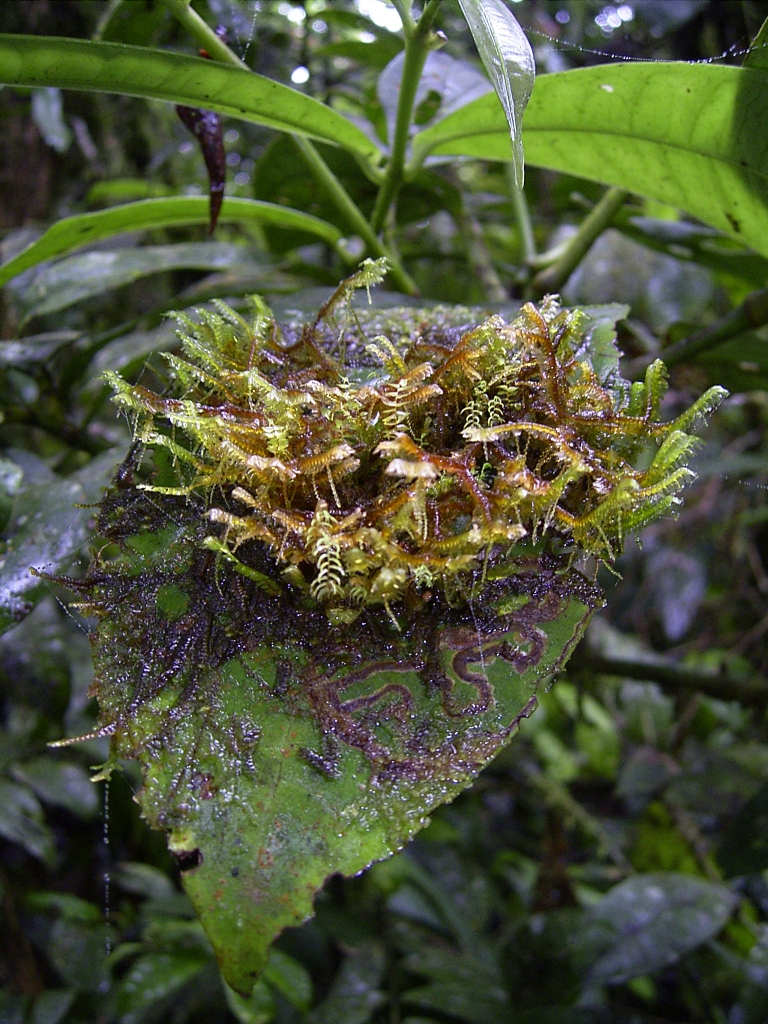

坎帕納丘陵國家公園（西班牙語：Parque nacional Altos de Campana），是巴拿馬的國家公園，位於巴拿馬運河西坡，成立於1966年，面積49.3平方公里，最高點海拔高度1,030米，每年平均降雨量超過2,500毫米。